# Postmodernizm (literatura)
Postmodernizm – prąd literacki, którego początek datuje się na lata 60. XX wieku. Nazwa nurtu nawiązuje do słowa „ponowoczesność” (postmoderna), tzn. okresu, który nastąpił po modernizmie i wiąże się ściśle z filozofią postmodernizmu.
W przeciwieństwie do modernizmu, pisarze i poeci postmodernistyczni nie sformułowali żadnego manifestu ani programu literackiego. Można jednak wyróżnić charakterystyczne cechy literatury ponowoczesnej: intertekstualność, ludyczny charakter utworu (gra z odbiorcą), uwolnienie powieści od celów pozaliterackich (utwór nie imituje rzeczywistości, stanowi bowiem dzieło wyobraźni). Dominuje eklektyzm (świadome zmieszanie wielu stylów i poetyk), literacki happening, autotematyzm, parodia, zabawa i czarny humor.

## Kontekst
Termin „modernizm” jest w kulturze europejskiej i anglo-amerykańskiej odmiennie pojmowany, stąd także różnice w poszczególnych definicjach pojęcia „postmodernizm”.
Według badaczy anglo-amerykańskich modernizm obejmuje literaturę powstającą od początku XX wieku do lat 30., opozycyjną wobec artystycznego konserwatyzmu czasów wiktoriańskich. W tym kontekście jako modernistyczne wymienia się utwory Josepha Conrada, Williama Faulknera, Davida Herberta Lawrence’a, Virginii Woolf, Jamesa Joyce’a, Williama Carlosa Williamsa, Williama Butlera Yeatsa, Thomasa Stearnsa Eliota, Ezry Pounda. Pochodząca z anglo-amerykańskiego obszaru kulturowego krytyka literacka łączy pod wspólnym mianem modernizmu m.in. kubizm, imażyzm, futuryzm, konstruktywizm czy wortycyzm.
W Europie kontynentalnej modernizm jest pojmowany przede wszystkim jako okres w sztuce przełomu XIX i XX wieku, do którego zalicza się symbolizm, dekadentyzm, impresjonizm i neoromantyzm. Późniejsze estetyki (kubizm czy futuryzm) są natomiast określane wspólnym mianem awangardy. Stąd też różnice nie tylko w definicji postmodernizmu, ale nawet w określaniu jego ram czasowych.
W polskiej literaturze przedmiotu badacze posługują się więc także terminami „postawangardyzm” i „ponowoczesność”, aby uwypuklić związek z tradycją awangardy oraz neoawangardy z przełomu lat 50. i 60.

## Historia pojęcia
Termin postmodernizm w znaczeniu literaturoznawczym pojawił się po raz pierwszy w 1959 roku w eseju Irwinga Howe Mass Society and Post-Modern Fiction (Społeczeństwo masowe a proza postmodernistyczna). Niedługo później pojęciem tym zaczęto określać większość amerykańskich powieści, głównie za sprawą publikacji Harry’ego Levina Refractions (Refrakcje, 1966), Leslie Fiedlera The New Mutants (Nowi mutanci, 1965), Cross the Border – Close the Gap (Przekraczanie granic – zasypywanie przepaści, 1969), Johna Bartha Literature of Exhaustion (Literatura wyczerpania, 1967), czy Ihaba Hassana The Literature of Silence: Henry Miller and Samuel Beckett (Literatura milczenia: Henry Miller i Samuel Beckett, 1967), The Dismemberment of Orpheus. Toward a Postmodern Literature (Rozczłonkowanie Orfeusza. Ku literaturze postmodernistycznej, 1971).
W swojej późniejszej publikacji pt. Paracriticism: Seven Speculation of the Times (Parakrytycyzm. Siedem spekulacji o czasie, 1975) Hassan wymienił cechy utworu postmodernistycznego. Były to np.: autorefleksja, lingwizm, fragmentaryczność, przemieszanie gatunków, połączenie w jednym dziele faktów i fikcji literackiej, symultaniczność, fantazja, humor, ironia, nietrwałość.

## Przedstawiciele
Jako najważniejsze i najpełniejsze realizacje postmodernizmu wymienia się powieści m.in. Johna Bartha (Bakunowy faktor), Thomasa Pynchona (V., 49 idzie pod młotek, Tęcza grawitacji), Roberta Coovera, Donalda Barthelme'a, Raymonda Federmana, Jerzego Kosińskiego (Pustelnik z 69 ulicy), Ronalda Sukenicka, Kurta Vonneguta, Philipa Rotha, Richarda Brautigana, Williama Gassa, Johna Hawkesa, Williama Gaddisa, Williama Burroughsa. Ich utwory charakteryzują się przede wszystkim intertekstualnością oraz autotematyzmem i antymimetyzmem (odwołania do realnego świata występowały tylko po to, aby uwypuklić jego absurd za pomocą takich środków, jak czarny humor czy groteska). Łączono cechy literatury popularnej i wysokiej, nie dbano o spójność i wewnętrzną strukturę, bądź też stabilność tych dzieł.
W ciągu następnych lat lista nazwisk pisarzy postmodernistów była nieustannie poszerzana. Do postmodernizmu włączono: nurt literatury feministycznej, który później poszerzył się o tematykę emancypacji wszelkich grup mniejszościowych, nie tylko seksualnych (przedstawicielką jest np. amerykańska pisarka Erica Jong), latynoamerykański realizm magiczny (Gabriel García Márquez, Manuel Puig, Julio Cortázar, Jorge Luis Borges, Carlos Fuentes) czy prozę science-fiction i fantasy (Stanisław Lem, Ursula K. Le Guin, Philip K. Dick).
W obrębie postmodernistycznej literatury europejskiej wymienia się:
- w Rosji – Eduard Limonow, konceptualizm moskiewski (Dimitrij Prigow, Wsiewołod Niekrasow)
- na Ukrainie – twórczość grupy Bu-Ba-Bu
- w Szwecji – Banda z Malmö
- we Włoszech – Umberto Eco (Imię róży, Wahadło Foucaulta, Wyspa dnia poprzedniego), Italo Calvino (Jeśli zimową nocą podróżny, opowiadania pt. Palomar)
- w Wielkiej Brytanii – Flann O’Brien, John Fowles, Julian Barnes, Salman Rushdie
- w krajach byłej Jugosławii – Milorad Pavić (Słownik chazarski)
- w Niemczech – Günter Grass, Christa Wolf
- w Czechach – Milan Kundera, Daniela Hodrová (trylogia Miasto utrapienia), Jiří Kratochvil[4][5], Michal Ajvaz
- w Holandii – Harry Mulisch (Odkrycie nieba)
- w Grecji – Dimitris Lyacos

W Polsce niektórzy krytycy literaccy wymieniają utwory powstałe już w latach 60. jako postmodernistyczne – są to np. dzieła Wilhelma Macha (Góry nad czarnym morzem), Włodzimierza Odojewskiego, Leopolda Buczkowskiego, Jerzego Andrzejewskiego (Miazga). Wyraźniejsze cechy postmodernizmu niesie twórczość młodej prozy lat 80. i 90. (np. Marka Słyka, Manueli Gretkowskiej, pokolenia kwartalnika „brulion”, z pokolenia roczników 80. Marcin Bałczewski).